# The Overlanders
The Overlanders waren eine britische Folk-Pop-Band aus den 1960er Jahren.

## Geschichte
Als Folkband wurden die Overlanders 1963 von Peter Bartholomew, Paul Arnold und Laurie Mason gegründet. Trotz Erfolgsproduzent Tony Hatch hatten sie es schwer gegen die aufkommende Beatmusik. Sie veröffentlichten eine Reihe von der Kritik durchaus wohlwollend betrachtete Singles, ohne den kommerziellen Durchbruch zu schaffen. Nur mit Yesterday’s Gone hatten sie in den USA im Fahrwasser der British Invasion einen Achtungserfolg. Etwas poppiger wurde ihr Sound, als sie sich im Januar 1966 mit Schlagzeuger David Walsh und Bassist Terry Widlake verstärkten.
Ihren einzigen großen Hit hatten die Overlanders 1966 mit Michelle, einem Lied der Beatles. Es wurde in Großbritannien nicht als Beatles-Single veröffentlicht, die Overlanders nahmen eine folkige Version der Lennon/McCartney-Komposition auf, die Anfang 1966 Platz 1 in Großbritannien erreichte. Auch in Deutschland war die Version erfolgreich, blieb aber hinter dem hier veröffentlichten Original der Beatles zurück. In den USA konnten sie sich nicht platzieren, dort war es die Version des Duos Roger Cook und Roger Greenaway alias David & Jonathan, die den größeren Erfolg hatte.
Die nächsten beiden Singles verfehlten die Charts. Zudem ging Paul Arnold ab Oktober 1966 eigene Wege. Mit Ian Griffith als Ersatz folgte 1967 ein gemeinsames Album mit den Settlers, das wieder verstärkt in Richtung Folk ging und sich von den damals aktuellen Musiktrends entfernte. Ende 1967 trennte sich die Band.
Paul Arnold, dessen Solo-Karriere ebenfalls erfolglos blieb, gründete 1969 die New Overlanders, die es mit ihren Veröffentlichungen aber nicht in die Charts schafften.
Terry Widlake bildete mit Vic Lythgoe das Duo Cuppa T und war später in der Begleitband von Roy Orbison.

## Mitglieder
- Paul Arnold (eigentlich Paul Arnold Friswell; * 18. August 1942 in Coventry), Gesang, Gitarre, Klavier (bis 1966)
- Laurie Mason (* 1. November 1940 in Middlesbrough), Gesang, Klavier, Mundharmonika
- Peter Bartholomew (* 20. Mai 1941 in Andover, Hampshire), Gesang, Gitarre
- David Walsh (* 10. August 1947 in Birmingham), Schlagzeug
- Harry Terance 'Terry' Widlake (* 21. April 1942 in Birmingham), Bass
- Alan Warran, Schlagzeug (1965–1966)
- Ian Griffith, Gesang, Gitarre (ab 1966)

## Diskografie
Alben
- Michelle (Februar 1966)

EPs
- Michelle (April 1966)

Singles
- Summer Skies and Golden Sands (1963)
- Movin’ (Oktober 1963)
- Yesterday’s Gone (März 1964)
- Don’t It Make You Feel Good (August 1964)
- If I Gave You (Oktober 1964)
- The Leaves Are Falling (November 1964)
- Along Came Jones (März 1965)
- Freight Train (Juni 1965)
- Room Enough for You and Me (Oktober 1965)
- Michelle (Dezember 1965)
- My Life (März 1966)
- Go Where You Wanna Go (August 1966)